# Tilix
Тиликс (Tilix) е бивша българска Линукс дистрибуция на ГНУ/Линукс, базирала се преди на популярните KANOTIX и Debian, а впоследствие – на Kubuntu. Тя е ориентирана към начинаещи потребители и такива, които предпочитат да работят на български език. В същото време тя съдържаше всичко, налично в другите дистрибуции – колекция от GNU/Linux софтуер, автоматично разпознаване на хардуера, поддръжка на много графични карти, звукови карти, SCSI и USB устройства и друга периферия.
Последната версия беше Тиликс 2.1, а новостите в нея бяха:
- Синхронизация с Ubuntu Feisty Fawn (19 април 2007)
- Ядро 2.6.20
- X.org 7.2
- KDE 3.5.6
- OpenOffice.org 2.2.0
- Zeroconf поддръжка.
- Beryl 3D desktop по подразбиране
- Поддръжка на Strigi Desktop Search
- Подобрен инсталатор и контролния панел.
- digiKam 0.9.1 за снимки
- Kopete за IM
- Amarok 1.4.7
- ntfs-3g с автоматична настройка – ползвайте командата ntfs-config
- Нов дизайн от the_mouse
- K3b 1.0.3
- Knetworkmanager по подразбиране.
- Игри: Scummvm
- Частична възможност за гледане на Blu-ray и HD DVD дискове
- и други дребни детайли.

От 2008 година дистрибуцията е изоставена и вече не се поддържа. Официалният сайт също вече е неналичен към днешна дата, като уебадресът на дистрибуцията се използва от чуждестранен блог на английски език свързан с домакинство.

## Други български ГНУ/Линукс дистрибуции
- VS Live (официална страница – не съществува Архив на оригинала от 2006-05-04 в Wayback Machine.)
- Flax (официална страница – не съществува Архив на оригинала от 2007-06-30 в Wayback Machine.)
- Binki (официална страница – не съществува Архив на оригинала от 2006-05-12 в Wayback Machine.)
- УСУ (официална страница)